# 扬·范德拜
扬·范德拜（荷蘭語：Jan van der Bij，1991年9月25日—），荷兰男子赛艇运动员，2023年世界赛艇锦标赛男子八人单桨有舵手银牌得主、2024年夏季奥林匹克运动会男子八人单桨有舵手银牌得主。